# Perceptions
Perceptions é o segundo álbum de estúdio da banda This Beautiful Republic, lançado a 19 de Agosto de 2008.

## Faixas
1. "Pain" - 4:10
2. "Surrender Saved My Life" - 4:27
3. "Learning to Fall" - 4:49
4. "Beautifully Broken" - 3:15
5. "No Turning Back" - 2:54
6. "My God" - 2:57
7. "For the Life of Me" - 3:39
8. "Last Second Chance" - 2:52
9. "Stay with You Tonight" - 3:55
10. "Change the World" - 3:30
11. "A Point Between Extremes" - 5:13
12. "The Ones" - 3:40
13. "Say Goodnight" - 3:58

## Créditos
- Ben Olin - Vocal
- Jeremy Kunkle - Guitarra, vocal de apoio
- Brandon Paxton - Baixo
- Adam Smith - Guitarra
- Cameron Toews - Bateria